# Hors catégorie
Hors catégorie ("utom/bortom kategori" på svenska), förkortat HC, är den högsta klassificering som en bergsstigning kan ha i Tour de France. Den infördes 1979 då de tidigare kategorierna 1 till 4 inte ansågs tillräckliga. De två stigningar som fördes till kategorin HC 1979 var Col du Galibier och Alpe d'Huez (den senare var slutmål på etapperna 17 och 18, medan Galibier passerades under etapp 17).
Bland kända HC-stigningar märks Alpe d'Huez, Col d'Aubisque, Col de la Croix de Fer, Col du Galibier, Col d'Izoard, Col de la Madeleine, Col du Tourmalet och Mont Ventoux.
Vuelta a España har en motsvarande kategori, "categoria especial" (ESP), men bara tre kategorier (1 till 3) under denna. Å andra sidan placeras loppets högsta punkt, Cima Alberto Fernández (uppkallad efter Alberto Fernández Blanco), i en egen "kategori" ovanför Especial och med högre bergsprispoäng än denna.
En motsvarande kategorisering görs inte i Giro d'Italia, som dock har extra bergsprispoäng på Cima Coppi (uppkallad efter Fausto Coppi), loppets högsta punkt.
Utöver i Tour de France och Vuelta a España görs en motsvarande kategoriindelning i flera andra etapplopp - exempelvis i Tour de Suisse
Begreppet HC överfördes till UCI:s kategorisering av landsvägslopp på de kontinentala kalendrarna (det vill säga nivån under World Tour) 2005, där de högst rankade endagsloppen fram till 2020 klassades som 1.HC och de högst rankade etapploppen som 2.HC (och gav cyklisterna och stallen högre UCI-rankingpoäng för placeringar än de lägre rankade loppen i kategorierna 1.1 och 1.2 respektive 2.1 och 2.2).